# Analogue (All I Want)
Analogue (All I Want) è un singolo del gruppo musicale norvegese a-ha del 2005.
La traccia si inserì in varie classifiche, raggiungendo la top 10 delle classifiche scozzese (#8) e britannica (#10).